# Joakim Bergman
Pour les articles homonymes, voir Bergman et Söderberg.
Joakim Bergman est le pseudonyme sous lequel le traducteur et romancier suédois Bengt Söderbergh, né le 30 juin 1925, mort le 23 décembre 2019, a publié deux romans policiers.

## Biographie
Il s'installe en France à partir des années 1950. Il a été correspondant à Paris pour le journal quotidien suédois Expressen.
Ouvertement homosexuel, il traduit en suédois de la littérature française, notamment Journal du voleur et Miracle de la rose de Jean Genet, Histoire d'O de Pauline Réage et La Vie devant soi d'Émile Ajar.
Il publie aussi plusieurs œuvres littéraires en Suède. Sa nouvelle Kurragömma en juninatt (1963) est adaptée au cinéma en 1965 par Lars-Erik Liedholm (sv) sous le  titre Juninatt (sv), avec Bibi Andersson.  Parmi ses romans, En livslång kärlek (Un amour à vie), paru en 1977, est le récit d'une relation homosexuelle entre un officier français et un réalisateur suédois pendant la guerre d'Algérie.
Son œuvre romanesque est uniquement connue en France grâce à la traduction de Prix Nobel pour l'assassin (Nobelpris till mördaren?, 1968), l'un des deux romans policiers qu'il a fait paraître sous le pseudonyme Joakim Bergman.
Il a également écrit en français un essai politique sur la Suède, La Culture et l'État, paru en 1971, sous son patronyme de Södergergh, aux éditions Seghers.

## Œuvre

### Romans policiers
- Midsommarmord (1967)
- Nobelpris till mördaren? (1968) Publié en français sous le titre Prix Nobel pour l'assassin, Paris, Librairie des Champs-Élysées, Le Masque no 1099, 1969

### Romans signés Bengt Söderbergh
- Den förstenade (1948)
- De lyckliga öarna (1950)
- Fem famnar djupt (1953)
- Herr Selows resa till synden (1954)
- Om tjänarens liv (1957)
- Vid flodens strand (1959)
- Stigbygeln (1961)
- Regattan (1963)
- Våren (1964)
- Teresa (1969)
- En livslång kärlek (1977)
- De gåtfulla barrikaderna (1983)
- Ur sommarnattens famn (1991)

### Nouvelle signée Bengt Söderbergh
- Kurragömma en juninatt (1963)

### Essai politique signé Bengt Söderbergh
- La Culture et l'État, Paris, Seghers, 1971 (essai sur la Suède, écrit en français)

## Prix et distinctions
- Svenska Dagbladets litteraturpris 1959
- BMF-plaketten 1960
- BMF-plaketten 1962
- De Nios Vinterpris 1999

## Adaptation

### Au cinéma
- 1965 : Juninatt (sv), film suédois de Lars-Erik Liedholm (sv), d'après la nouvelle Kurragömma en juninatt, avec Bibi Andersson.

## Sources
- Jacques Baudou et Jean-Jacques Schleret, Le Vrai Visage du Masque, vol. 1, Paris, Futuropolis, 1984, 476 p. (OCLC 311506692), p. 61.
- « Joakim Bergman » (présentation), sur l'Internet Movie Database